# Greatest Hits & Future Bits
Greatest Hits & Future Bits – drugi album studyjny włoskiego producenta muzycznego, didżeja Dado. Krążek został wydany 25 sierpnia 1998 roku i zawiera czternaście utworów.

## Lista utworów
| Nr  | Tytuł                                                         | Długość |
| --- | ------------------------------------------------------------- | ------- |
| 1.  | Shine On You Crazy Diamond (Mix From Odyssey One Compilation) | 5:08    |
| 2.  | X-Files Theme                                                 | 4:23    |
| 3.  | Revenge                                                       | 4:56    |
| 4.  | Mission Impossible Theme                                      | 4:41    |
| 5.  | Metropolis                                                    | 2:00    |
| 6.  | The Legend Of Babel                                           | 4:26    |
| 7.  | Hour By Hour                                                  | 4:10    |
| 8.  | Dreaming                                                      | 4:39    |
| 9.  | Desire                                                        | 4:08    |
| 10. | Give Me Love (Antiqua Club Mix)                               | 7:24    |
| 11. | Coming Back (Club Mix)                                        | 6:38    |
| 12. | More Than A Woman                                             | 3:52    |
| 13. | I'm In Love                                                   | 5:01    |
| 14. | Angels                                                        | 4:09    |